# The Living Daylights (soundtrack)
The Living Daylights is de originele soundtrack van de vijftiende James Bond-film van EON Productions uit 1987 met dezelfde naam. Het album werd voor het eerst uitgebracht in 1987 door Warner Bros. Records.
De filmmuziek werd gecomponeerd door John Barry en is daar mee tevens zijn laatste bijdragen aan een James Bond-film. In totaal maakte hij elf soundtracks die op zijn naam staan geschreven en bij de eerste film Dr. No had hij ook een bijdragen geleverd. Het album bevat ook nog drie songs waarvan Barry ook de muziek schreef, bestaande uit de titelsong "The Living Daylights" met teksten van Pål Waaktaar-Savoy en uitgevoerd door a-ha en de liedjes "Where Has Everybody Gone" en "If There Was a Man" met teksten van Chrissie Hynde en uitgevoerd door The Pretenders. De platenlabels Rykodisc (1998) en EMI (2003) brachten het album ook nog met negen tracks extra uit. De hoogste notering van de titelsong van a-ha in de Nederlandse Top 40 was plaats 11 en in de Vlaamse Ultratop 50 plaats 4.

## Nummers
| Nr. | Titel                                      | duur |
| --- | ------------------------------------------ | ---- |
| 1   | The Living Daylights – A-ha                | 4:16 |
| 2   | Necros Attacks                             | 2:04 |
| 3   | The Sniper Was a Woman                     | 2:30 |
| 4   | Ice Chase                                  | 4:05 |
| 5   | Kara Meets Bond                            | 2:47 |
| 6   | Koskov Escapes                             | 2:23 |
| 7   | Where Has Every Body Gone – The Pretenders | 3:37 |
| 8   | Into Vienna                                | 2:50 |
| 9   | Hercules Takes Off                         | 2:17 |
| 10  | Mujahadin and Opium                        | 3:13 |
| 11  | Inflight Fight                             | 3:12 |
| 12  | If There Was a Man – The Pretenders        | 2:54 |

Bonus tracks (Deluxe Edition CD uit 1998)
| 13 | Exercise at Gibraltar  | 6:22 |
| 14 | Approaching Kara       | 2:21 |
| 15 | Murder at the Fair     | 2:22 |
| 16 | "Assassin" and Drugged | 2:43 |
| 17 | Airbase Jailbreak      | 4:37 |
| 18 | Afghanistan Plan       | 3:34 |
| 19 | Air Bond               | 1:46 |
| 20 | Final Confrontation    | 1:58 |
| 21 | Alternate End Titles   | 3:20 |